# Marcel Camel
Pas d'image ? Cliquez ici

a Compétitions nationales et continentales officielles uniquement.

b Matchs officiels uniquement.
Marcel Camel, né le 27 juillet 1903 à Toulouse et mort le 9 septembre 1976 dans la même ville, est un joueur français de rugby à XV. Il joue au poste de troisième ligne centre ou troisième ligne aile au Stade toulousain et au SC Angoulême. Il est sélectionné deux fois en équipe de France. 

## Carrière de joueur
Il joue avec le Stade toulousain de 1923 à 1929 avec qui il remporte trois titres de champion de France,,. Il dispute deux matches du Tournoi des Cinq Nations en 1929. Il joue avec son frère cadet, André, deuxième ligne, en club et en équipe de France.

## Palmarès
- Vainqueur du championnat de France en 1924, 1926 et 1927